# Krokodileisfische
Krokodileisfische (Channichthyidae (Gr.: channe, -es = Anchovi, ichthys = Fisch)) leben nur im Südpolarmeer, auf dem Schelf der Antarktis und des südlichen Südamerikas.

## Merkmale
Es sind 25 bis 72 cm lang werdende Raubfische, die einen großen, bestachelten Kopf und eine abgeflachte, hechtartige Schnauze haben. Das Maul ist nicht vorstülpbar (nicht protraktil). Der weiche, gelatinöse Körper ist schuppenlos. Ihre Kiemenmembranen sind zusammengewachsen. Die Bauchflossen sind breit oder lang. Krokodileisfische haben 22 bis 31 Wirbel. Ihre Rippen sind nicht verknöchert.
Ihr Blut und die Kiemen sind fast farblos. Ihnen fehlen die roten Blutkörperchen und somit das Hämoglobin, den Muskeln fehlt das Myoglobin. Damit handelt es sich um die derzeit einzige bekannte Familie von Wirbeltieren mit dieser Eigenschaft. Der Atemsauerstoff wird physikalisch im Blutplasma gebunden. Das Überleben wird durch das extrem kalte, sehr sauerstoffreiche Wasser, zusätzliche Hautatmung und ein sehr großes Blutvolumen gesichert.

## Gattungen und Arten
- Gattung Chaenocephalus

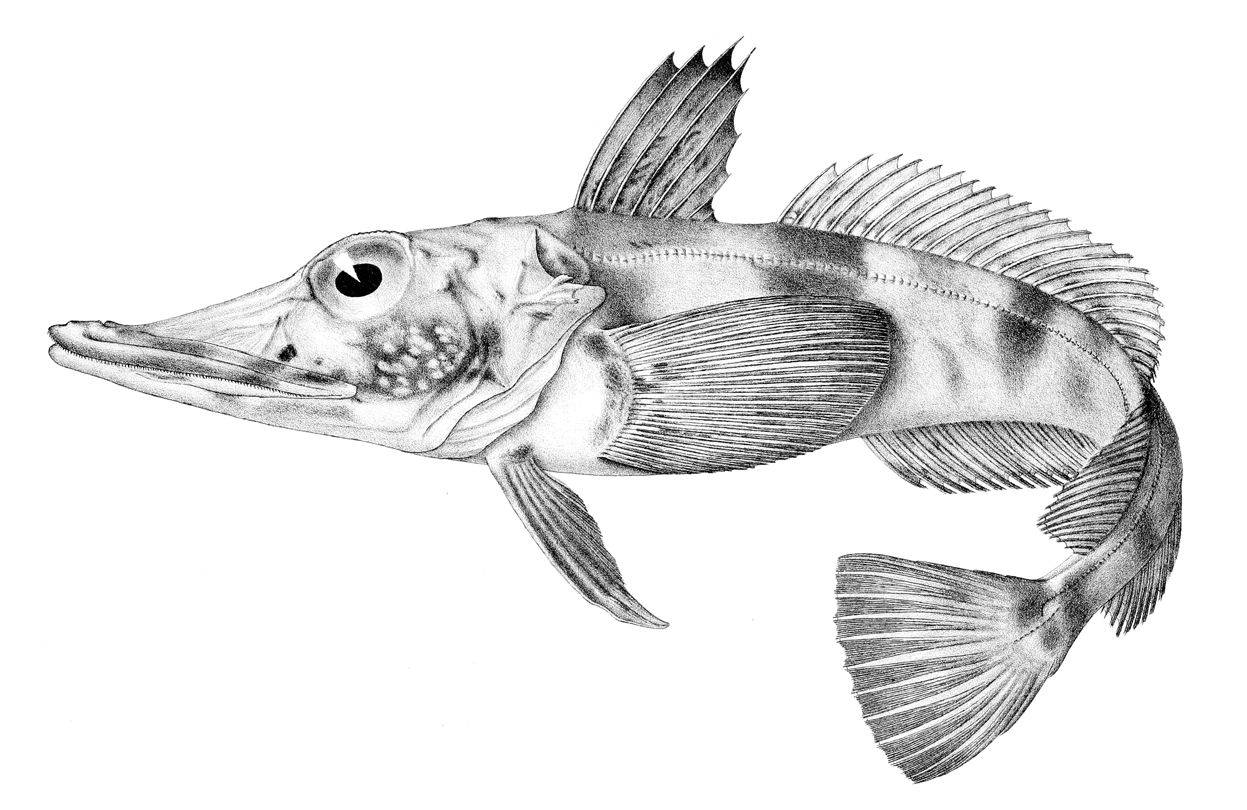
Chaenocephalus aceratus

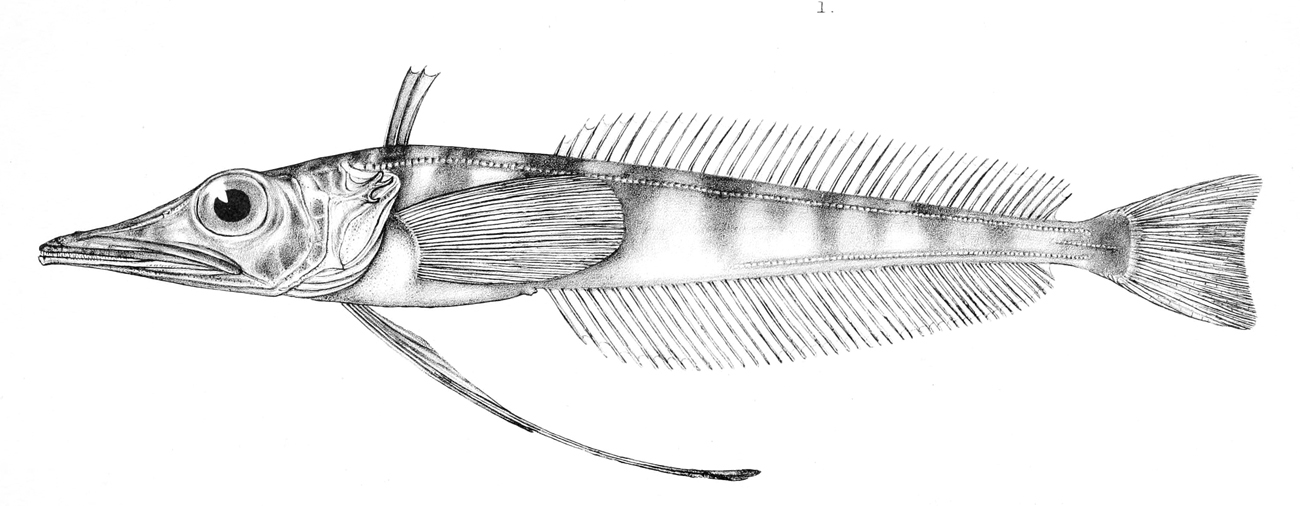
Cryodraco atkinsoni

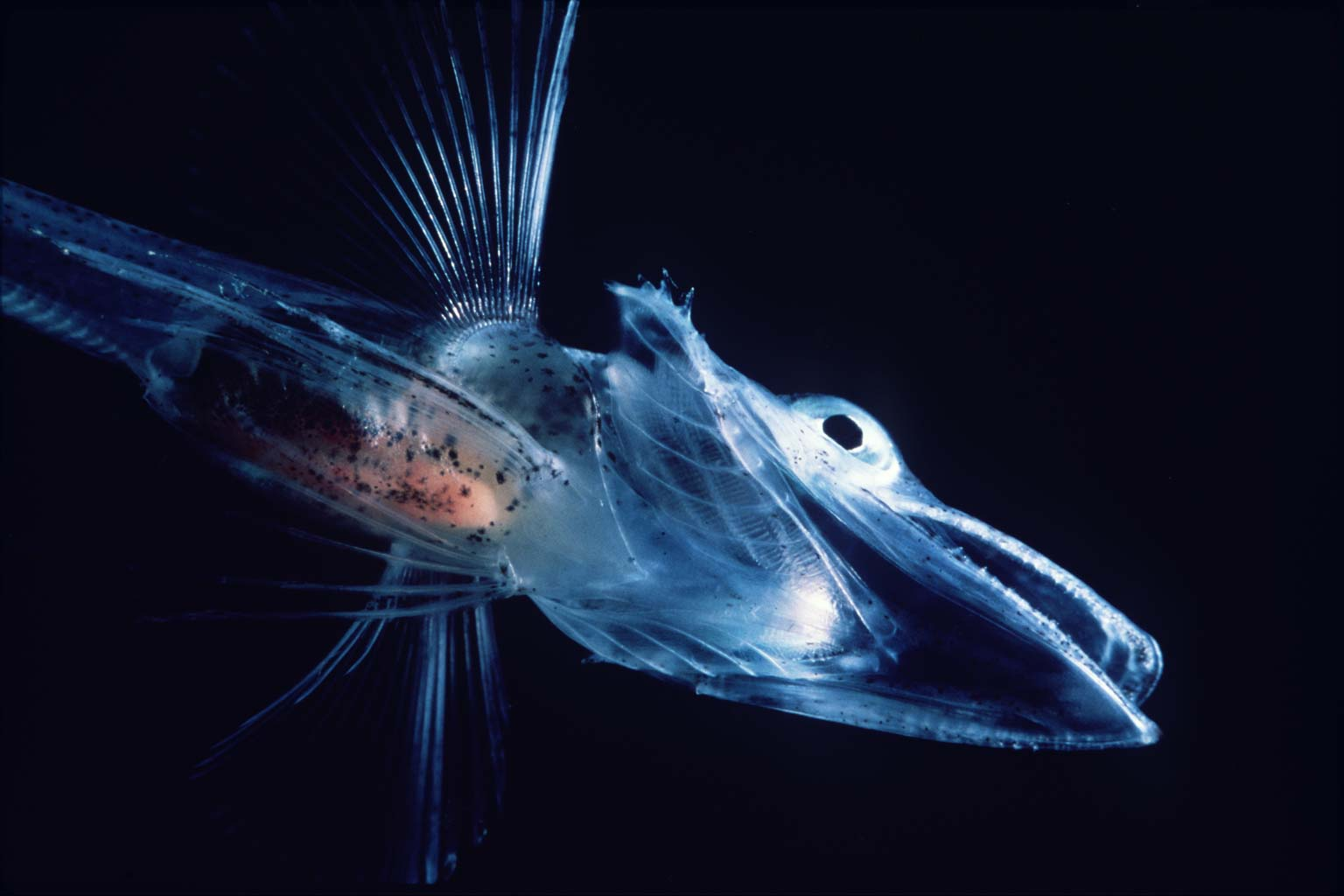
Juveniler Eisfisch

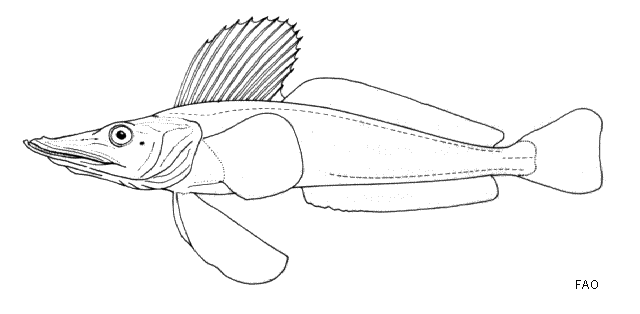
Neopagetopsis ionah

  - Scotia-See-Eisfisch (Chaenocephalus aceratus (Lönnberg, 1906))
- Gattung Chaenodraco
  - Stacheliger Eisfisch (Chaenodraco wilsoni Regan, 1914)
- Gattung Champsocephalus
  - Champsocephalus esox (Günther, 1861)
  - Bändereisfisch (Champsocephalus gunnari Lönnberg, 1905)
- Gattung Channichthys
  - Channichthys panticapaei Shandikov, 1995
  - Channichthys rhinoceratus Richardson, 1844
  - Channichthys rugosus Regan, 1913
  - Channichthys velifer Meisner, 1974
- Gattung Chionobathyscus
  - Chionobathyscus dewittiAndriashev & Neyelov, 1978
- Gattung Chionodraco
  - Chionodraco hamatus (Lönnberg, 1905)
  - Chionodraco myersi DeWitt & Tyler, 1960
  - Chionodraco rastrospinosus DeWitt & Hureau, 1979
- Gattung Cryodraco
  - Cryodraco antarcticus Dollo, 1900
  - Cryodraco atkinsoni Regan, 1914
  - Cryodraco pappenheimi Regan, 1913
- Gattung Dacodraco
  - Dacodraco hunteri Waite, 1916
- Gattung Neopagetopsis
  - Neopagetopsis ionah Nybelin, 1947
- Gattung Pagetopsis
  - Pagetopsis macropterus (Boulenger, 1907)
  - Pagetopsis maculatus Barsukov & Permitin, 1958
- Gattung Pseudochaenichthys
  - Pseudochaenichthys georgianus Norman, 1937